# Барни (собака)
Барни (англ. Barney; 30 сентября 2000 года — 1 февраля 2013 года) — скотч-терьер, любимая собака Джорджа Буша-младшего. Проживала в Белом доме во время его президентства. Окрас чёрный.

## Биография
Мать Барни принадлежала бывшему директору Агентства по охране окружающей среды и  губернатору Нью-Джерси Кристине Тодд Уитман. Его отца звали Келли.
Другая собака семейства Бушей Мисс Бизли приходится Барни племянницей.

## Фильмография[3]
- Barney Cam I (2002)
- Barney and Spot’s Winter Wonderland (2003)
- Barney Cam II: Barney Reloaded (2003)
- Where in the White House is Miss Beazley? (Barney Cam III, 2004)
- Barney has found Miss Beazley (2005)
- Barney and Miss Beazley’s Spring Garden Tour (2005)
- A Very Beazley Christmas (Barney Cam IV, 2005)
- Barney’s Holiday Extravaganza (Barney Cam V, 2006)
- My Barney Valentine (2007)